# Dorfkirche Derwitz

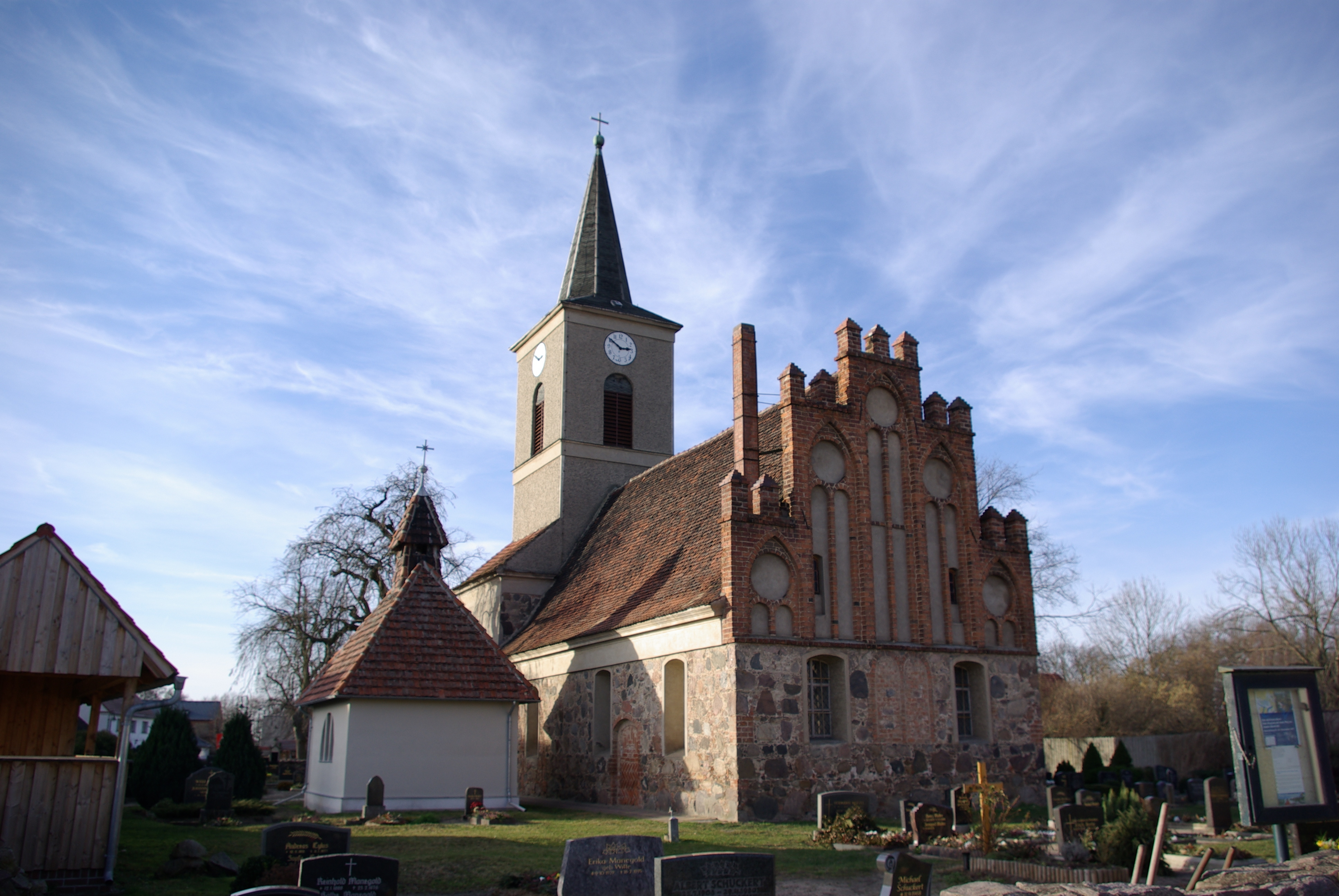
Dorfkirche Derwitz

Die evangelische Dorfkirche Derwitz ist eine Feldsteinkirche aus der Zeit um 1500 in Derwitz, einem Ortsteil der Stadt Werder (Havel) im Landkreis Potsdam-Mittelmark in Brandenburg. Sie gehört zur Evangelischen Christophorus-Kirchengemeinde Groß Kreutz des Kirchenkreises Mittelmark-Brandenburg der Evangelischen Kirche Berlin-Brandenburg-schlesische Oberlausitz.

## Lage
Durch das ehemalige Angerdorf verläuft in Nord-Süd-Richtung die Derwitzer Dorfstraße, die in West-Ost-Richtung ebenfalls so benannt ist. Das Bauwerk steht nordwestlich dieser Kreuzung und ist durch eine Mauer aus Feldsteinen eingefriedet.

## Geschichte
Während der Ort erstmals 1371 urkundlich erwähnt wurde, stammt der Bau aus der Zeit um 1500. Es ist also durchaus möglich, dass sie auf dem Fundament eines Vorgängerbaus errichtet wurde. Das Kirchenpatronat lag beim Kloster Lehnin und ging 1542 an das Amt Lehnin über. Derwitz war dabei Pfarrkirche, die Filialkirche stand im benachbarten Krielow. In den Jahren 1804 und 1805 erweiterte die Kirchengemeinde den Sakralbau um einen Turmaufsatz, der 1855 durch einen Spitzhelm ergänzt wurde. Um 1900 verzierten Handwerker den Ostgiebel mit Fialen. 1976 wurde das Bauwerk saniert; dabei fanden Arbeiter im Turmknopf ein Dokument aus vergangenen Zeiten. 1991 kam die Gemeinde in den Evangelischen Kirchenkreis Groß Kreutz. Eine erneute Sanierung begann nach der Gründung eines Fördervereins im Jahr 2018. In einem ersten Bauabschnitt konnte bis 2022 die Turmspitze saniert werden. Bei einer Andacht wurde die Turmkugel mit Dokumenten und Gegenständen aus der Zeit befüllt, darunter eine Tageszeitung, Münzen und ein Corona-Test.

## Baubeschreibung
Der Chor ist gerade und nicht eingezogen. Er wurde aus nicht behauenen und ungeschichteten Feldsteinen errichtet, deren Zwischenräume mit Granitsplittern lose verfüllt wurden. Die Ecken sind zum Teil mit rötlichem Mauerstein nachbearbeitet. An den äußeren Seiten sind je zwei bienenkorbförmige Fenster, während in der Mitte die Reste von zwei gekuppelten, segmentbogenförmigen Öffnungen zu erkennen sind. Deren Laibung wurde ebenfalls aus rötlichem Mauerstein errichtet und mit weiteren Ziegeln verschlossen. Darüber erhebt sich ein mächtiger Stufengiebel mit fünf Blenden, die in ihrer Form an die Stargarder Blenden erinnern – ein Stilmotiv der Spätgotik, das in Pommern anzufinden ist. Sie werden durch zwei, in der Höhe des Dachfirsts von drei Fialtürmchen ergänzt. Während die vier äußeren Bögen lediglich gekuppelte Segmente enthalten, ist in der mittleren Blende ein Kreuz eingearbeitet.
Nach Westen schließt sich das Kirchenschiff an, das ebenfalls aus unbehauenen und nur wenig geschichteten Feldsteinen errichtet wurde. An der Nordseite sind drei Fenster: zwei im Kirchenschiff und eines nach Westen versetzt im Chor. An der Südseite ist zwischen Chor und Kirchenschiff zwischen zwei Fenstern eine mit Mauersteinen zugesetzte Pforte. Im westlichen Bereich sind zwei Fenster, von denen eines zu einer früheren Zeit ebenfalls eine Pforte gewesen sein könnte. Dies würde die Ausbesserungsarbeiten erklären, die sich bis in den Sockel ziehen. In Höhe der Dachtraufe ist das Bauwerk mit einem breiten, verputzten Band versehen. Daran schließt sich ein schlichtes Satteldach an.
Der Westturm nimmt die Breite des Kirchenschiffs auf. Er wurde im unteren Bereich ebenfalls aus Feldsteinen errichtet. Die oberen beiden, quadratischen Geschosse sind aus verputzten Mauerziegeln erstellt. Der Zugang zur Kirche erfolgt über ein schlichtes, gedrückt-segmentbogenförmiges Portal. Darüber ist ein halbkreisförmiges Fenster sowie im oberen Geschoss ein kleines, rechteckiges Fenster. Im oberen Geschoss ist je eine segmentförmige, große Klangarkade mit einer Turmuhr der Firma C. E. Rochlitz aus dem Jahr 1892. Deren vier Zifferblätter wurden im Zuge einer Sanierung in den 2020er-Jahren erneuert. Der Turmhelm schließt mit einer Turmkugel und einem Kreuz ab.

## Ausstattung

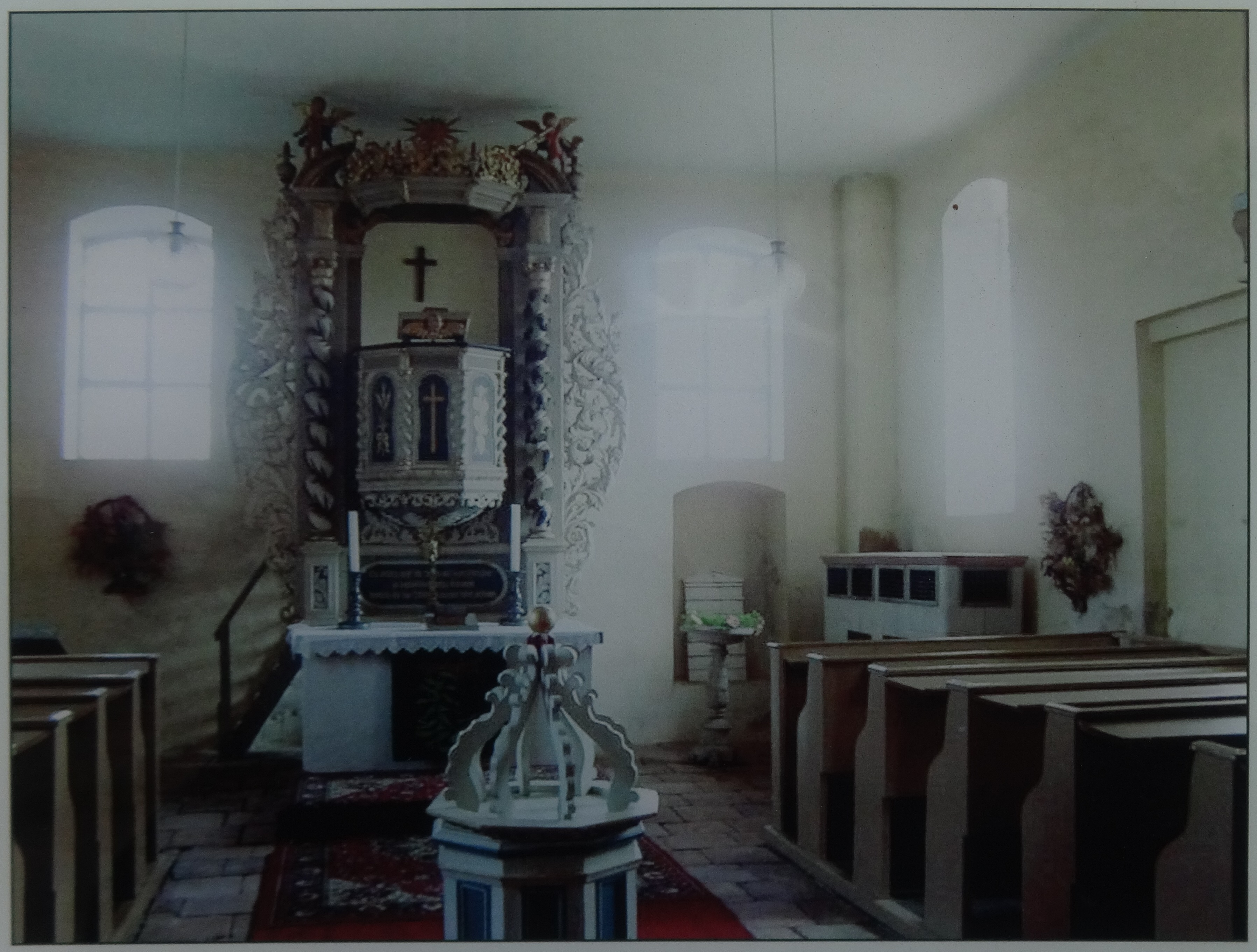
Kanzelaltar von 1716

Der Kanzelaltar ist mit den Initialen G. K. signiert und stammt aus dem Jahr 1716. Dazu gehört ein polygonaler Kanzelkorb, der in weiß-blauen Farbtönen gehalten ist. Er wurde zwischen gedrehten Säulen angebracht, die mit Wein und Ähren verziert sind. Sie sind wiederum reichhaltig mit Akanthus geschmückt. Oberhalb ist ein Schalldeckel mit einer Strahlenglorie zwischen einem gesprengten Giebel, auf dem je ein Tubaengel steht. Die Fünte ist aus Holz mit einer polygonalen Form gearbeitet und stammt aus der ersten Hälfte des 18. Jahrhunderts. Auf dem westlichen Teil der Empore steht eine Brüstungsorgel mit acht Registern von Carl Eduard Gesell. Die Glocke stammt aus dem Jahr 1476. Das Bauwerk ist im Innern flach gedeckt.
Bei einer Sanierung des Dachstuhls fanden Mitglieder im Jahr 2018 insgesamt 17 Totenkronen und Schlummerkissen, mit denen bis in die Mitte des 19. Jahrhunderts unverheiratet Verstorbener oder kleiner Kinder gedacht wurde. Sie wurden fachgerecht restauriert und sind mittlerweile in klimatisierten Vitrinen ausgestellt.